# ۶۷۰ (قمری)
۶۷۰ (قمری)، ششصد و هفتادمین سال در گاهشماری هجری قمری است. اول محرم این سال برابر با نهم اوت سال ۱۲۷۱ میلادی است.